# Levi Heimans
Levi Heimans (Diemen, Holanda del Nord, 24 de juliol de 1985) és un ciclista neerlandès, especialista en la pista. Ha obtingut dues medalles als Campionats del món.

## Palmarès
- 2003
  -  Campió dels Països Baixos en Persecució
- 2009
  -  Campió dels Països Baixos en Persecució

### Resultats a laCopa del Món
- 2004-2005
  - 1r a la classificació general i a la prova de Sydney, en Persecució